# Zelena Balka, Șîroke
Zelena Balka (în ucraineană Зелена Балка) este localitatea de reședință a comunei Zelena Balka din raionul Șîroke, regiunea Dnipropetrovsk, Ucraina.

## Demografie
Componența lingvistică a localității Zelena Balka
     Ucraineană (93,3%)
     Rusă (5,56%)
     Alte limbi (0,96%)
Conform recensământului din 2001, majoritatea populației localității Zelena Balka era vorbitoare de ucraineană (93,3%), existând în minoritate și vorbitori de rusă (5,56%).